# Bessey-lès-Cîteaux
 Bessey-lès-Cîteaux  là một xã thuộc tỉnh Côte-d'Or trong vùng Côte-d'Or, phía đông nước Pháp. Khu vực này có độ cao từ 186-206 mét trên mực nước biển.
Dân số năm 2006 là 637 người.